# Dellamorte Dellamore
Dellamorte Dellamore (internationaal bekend als Cemetery Man) is een Italiaans-Frans-Duitse horrorfilm uit 1994 geregisseerd door Michele Soavi en met in de hoofdrol Rupert Everett. De film is gebaseerd op de roman Dellamorte Dellamore van Tiziano Sclavi. 

## Plot
Francesco Dellamorte is een gekwelde beheerder van een klein Italiaans kerkhof die op zoek is naar liefde terwijl hij zich verdedigt tegen opstaande doden. Hij raakt geobsedeerd door een mooie vrouw wier naam hij niet weet en haar daarom "zij" noemt. 

## Bronmateriaal
De film is gebaseerd op Sclavi's roman uit 1983, die in 1991 werd gepubliceerd. Het verhaal en de thema's vertonen gelijkenissen met Sclavi's andere creatie, het stripkarakter Dylan Dog. Dylan Dog's uiterlijk was gebaseerd op het uiterlijk van Rupert Everett, hierdoor werd zijn casting gezien als een subtiele knipoog.

## Rolverdeling
| Acteur                | Personage            |
| --------------------- | -------------------- |
| Rupert Everett        | Francesco Dellamorte |
| François Hadji-Lazaro | Gnaghi               |
| Anna Falchi           | "Zij"                |
| Mickey Knox           | Straniero            |
| Anton Alexander       | Franco               |
| Fabiana Formica       | Valentina Scanarotti |
| Clive Riche           | Vercesi              |
| Stefano Masciarelli   | Scanarotti           |
| Alessandro Zamattio   | Claudio              |
| Katja Anton           | Claudio's vriendin   |
| Barbara Cupisti       | Magda                |
| Patrizia Punzo        | Claudio's moeder     |
| Renato Doris          | Echtgenoot van "Zij" |
| Derek Jacobi          | de Dood              |